# Sassacus (zoologia)
Sassacus Peckham & Peckham, 1895 è un genere di ragni appartenente alla Famiglia Salticidae.

## Distribuzione
Le 21 specie oggi note di questo genere sono diffuse tutte nelle Americhe: netta prevalenza per l'America meridionale con 12 specie.

## Tassonomia
Considerato un sinonimo anteriore di Ramboia Mello-Leitão, 1943 a seguito di uno studio di Bauab & Soares, 1982; è anche sinonimo anteriore di Agassa Simon, 1901 da uno studio dell'aracnologo Richman del 2008.
A maggio 2010, si compone di 21 specie:
- Sassacus alboguttatus (F. O. P.-Cambridge, 1901) — Messico
- Sassacus arcuatus Simon, 1901 — Brasile
- Sassacus aurantiacus Simon, 1901 — Brasile
- Sassacus aztecus Richman, 2008 — Messico
- Sassacus barbipes (Peckham & Peckham, 1888) — dal Messico alla Costa Rica
- Sassacus biaccentuatus Simon, 1901 — Paraguay
- Sassacus cyaneus (Hentz, 1846) — USA
- Sassacus dissimilis Mello-Leitão, 1941 — Argentina
- Sassacus flavicinctus Crane, 1949 — Venezuela
- Sassacus glyphochelis Bauab, 1979 — Brasile
- Sassacus helenicus (Mello-Leitão, 1943) — Brasile
- Sassacus leucomystax (Caporiacco, 1947)[2] — Guyana
- Sassacus lirios Richman, 2008 — dal Messico alla Costa Rica
- Sassacus ocellatus Crane, 1949 — Venezuela

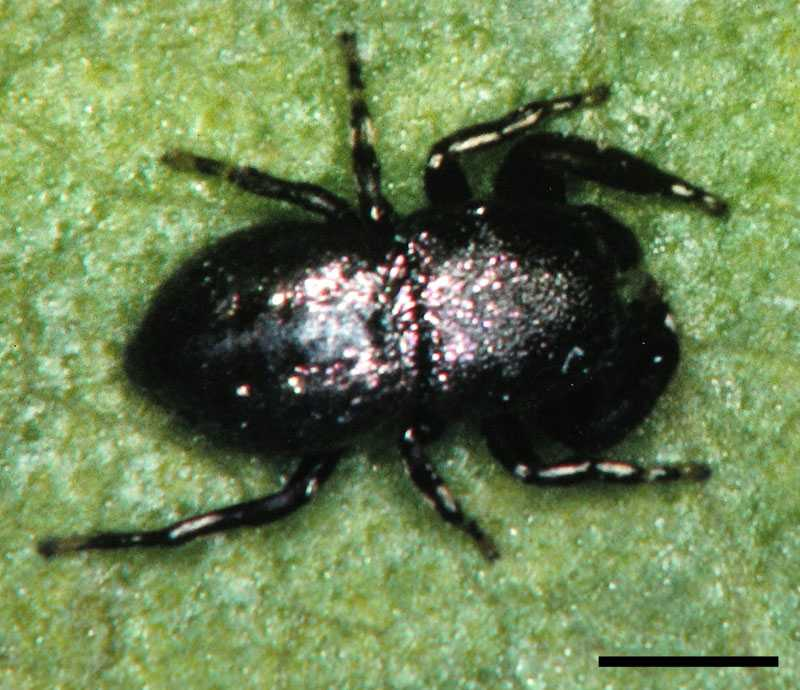
Sassacus cyaneus, femmina

- Sassacus paiutus (Gertsch, 1934) — USA, Messico
- Sassacus papenhoei Peckham & Peckham, 1895[3] — America settentrionale
- Sassacus resplendens Simon, 1901 — Venezuela
- Sassacus samalayucae Richman, 2008 — Messico
- Sassacus sexspinosus (Caporiacco, 1955) — Venezuela
- Sassacus trochilus Simon, 1901 — Brasile
- Sassacus vitis (Cockerell, 1894) — dal Canada a Panamá

### Specie trasferite
- Sassacus aemulus Gertsch, 1934: ridenominata in Bianor aemulus (Gertsch, 1934) a seguito di uno studio dell'aracnologo Maddison del 1978 e infine Sibianor aemulus (Gertsch, 1934) dopo uno studio degli aracnologi Paquin & Dupérré del 2003[1].
- Sassacus poecilopus Caporiacco, 1947: ridenominata in Parnaenus poecilopus (Caporiacco, 1947); a seguito di uno studio dell'aracnologa Scioscia del 1997, ne è stata appurata la sinonimia con Parnaenus cyanidens[1].

### Nomina dubia
- Sassacus ceruleus (Walckenaer, 1837); gli esemplari, rinvenuti negli USA e originariamente descritti nel vecchio genere Attus, a seguito di uno studio dell'aracnologo Richman del 1978, fanno ritenere la specie come nomen dubium[1].
- Sassacus marginellus (Simon, 1901); gli esemplari, rinvenuti in Brasile a seguito di uno studio dell'aracnologa Galiano del 1963, fanno ritenere la specie come nomen dubium[1].

### Nomen nudum
- Sassacus bicinctus (Simon, 1901); gli esemplari, descritti in modo generico e non più esaminabili, rendono questa specie come nomen nudum[1].